# Хуанпе
Хуан Педро Рамірес Лопес (ісп. Juan Pedro Ramírez López), відомий як Хуанпе (ісп. Juanpe, нар. 30 квітня 1991, Лас-Пальмас-де-Гран-Канарія) — іспанський футболіст, центральний захисник «Жирони».

## Ігрова кар'єра
Народився 30 квітня 1991 року в місті Лас-Пальмас-де-Гран-Канарія. Вихованець футбольної школи місцевого «Лас-Пальмаса».
У дорослому футболі дебютував 2008 року виступами за команду дублерів «Лас-Пальмас Атлетіко», а з наступного року почав залучатися до ігор головної команди  «Лас-Пальмаса», де провів наступні чотири сезони на рівні Сегунди.
Сезон 2013/14 відіграв у третьоліговому «Расінгу», звідки перейшов до «Гранади». У складі цього представника елітної Ла-Ліги не пробився до основного складу, натомість віддавався в оренду спочатку до того ж «Расінга», а згодом до «Реал Вальядоліда».
2016 року перебрався до «Жирони», з якою за рік підвищився до найвищого іспанського дивізіону, де відіграв наступні два сезони. Згодом ще протягом трьох років був основним центральним захисником клубу з Жирони на рівні Сегунди. 2022 року команда знову пробилася до Ла-Ліги, де, утім, досвідчений Хуанпе вже був здебільшого гравцем ротації.